# Euselasia zena
Euselasia zena is een vlindersoort uit de familie van de prachtvlinders (Riodinidae), onderfamilie Euselasiinae.
Euselasia zena werd in 1860 beschreven door Hewitson.